# Lista de primeiros-ministros do Iêmen
O Primeiro-Ministro da República do Iêmen é o chefe de governo no país. O primeiro-ministro é nomeado pelo Presidente. 
A posição de primeiro-ministro do Iêmen foi criada quando a República Democrática Popular do Iêmen e a República Árabe do Iêmen se fundiram em 1990.

## Lista dos primeiros-ministros daRepública do Iêmen(1990–Presente)[2]
| Nº | Retrato | Nome (Nascimento-Morte)                                                   | Assumiu o cargo        | Deixou o cargo         | Partido político            |
| -- | ------- | ------------------------------------------------------------------------- | ---------------------- | ---------------------- | --------------------------- |
| 1  |         | Haidar Abu Bakr al-Attas حيدر أبو بكر العطاس (b. 1939)                    | 22 de maio de 1990     | 9 de maio de 1994      | Partido Socialista Iemenita |
| —  |         | Muhammad Said al-Attar محمد سعيد العطار (1927–2005) (interino)            | 9 de maio de 1994      | 6 de outubro de 1994   | Sem partido                 |
| 2  |         | Abdul Aziz Abdul Ghani عبد العزيز عبد الغني (1939–2011)                   | 6 de outubro de 1994   | 14 de maio de 1997     | Congresso Geral do Povo     |
| 3  |         | Faraj Said Bin Ghanem فرج سعيد بن غانم (1937–2007)                        | 14 de maio de 1997     | 29 de abril de 1998    | Sem partido                 |
| 4  |         | Abd Al-Karim Al-Iryani عبد الكريم علي يحي محمدعبد ألله الإرياني (b. 1934) | 29 de abril de 1998    | 31 de março de 2001    | Congresso Geral do Povo     |
| 5  |         | Abdul Qadir Bajamal عبد القادر باجمال (1946-2020)                         | 31 de março de 2001    | 7 de abril de 2007     | Congresso Geral do Povo     |
| 6  |         | Ali Muhammad Mujawar علي محمد مجور (b. 1953)                              | 7 de abril de 2007     | 10 de dezembro de 2011 | Congresso Geral do Povo     |
| 7  |         | Mohammed Basindawa محمد باسندوة (b. 1953)                                 | 10 de dezembro de 2011 | 21 de setembro de 2014 | Sem partido                 |
| —  |         | Abdullah Mohsen al-Akwa (b. 1961) (interino)                              | 21 de setembro de 2014 | 9 de novembro de 2014  | Al-Isah                     |
| 8  |         | Khaled Mahfoudh Bahah (b. 1965)                                           | 9 de novembro de 2014  | 3 de abril de 2016     | Sem partido                 |
| 9  |         | Ahmed ben Dagher (b. 1952)                                                | 4 de abril de 2016     | 15 de outubro de 2018  | Congresso Geral do Povo     |
| 10 |         | Maeen Abdulmalik Saeed (b.1976)                                           | 18 de outubro de 2018  | 5 de fevereiro de 2024 | Sem partido                 |
| 11 |         | Ahmad Awad bin Mubarak (b.1968)                                           | 5 de fevereiro de 2024 | 3 de maio de 2025      | Sem partido                 |
| 12 |         | Salem Saleh bin Braik (b.1965)                                            | 3 de maio de 2025      | atualmente             | Sem partido                 |